# Christian Marquand
Christian Marquand (15 de marzo de 1927 – 22 de noviembre de 2000) fue un actor y director teatral y cinematográfico francés. Era hermano de Nadine Trintignant y de Serge Marquand.

## Biografía
Su nombre completo era Christian Henri Marquand, y nació en Marsella, Francia, siendo sus padres Jean Georges Marquand (1904-1992) y Lucienne Fernande Cornilliat (1906-2006). Sus padres, ambos actores, tuvieron seis hijos, tres de los cuales siguieron la carrera artística: Lucienne (conocida como Nadine Trintignant ), Serge Marquand y Christian.
Tras estudiar actuación se inició en el teatro a los diecisiete años de edad, trabajando como primer actor en París y Londres.
Hizo un primer papel cinematográfico en La bella y la bestia (1946), de Jean Cocteau, destacando después por su papel en Lucrèce Borgia (1953), de Christian-Jaque, cumpliendo con una gran trayectoria en los años 1950. En 1956 Roger Vadim le dirigió en Y Dios creó a la mujer, actuando junto a Brigitte Bardot.             
Otro de sus papeles fue el del militar Philippe Kieffer en El día más largo. Su papel le valió trabajar en otras producciones estadounidenses, entre ellas Lord Jim, El vuelo del Fénix y Apocalypse Now.
Christian Marquand dirigió dos películas, Candy (1968) y Les Grands Chemins (1963).
En 1985 inició síntomas de enfermedad de Alzheimer, por lo que hubo de abandonar de manera progresiva su trabajo de actor, debiéndose retirar de modo definitivo en el año 1987. 
Estuvo casado con la actriz Tina Aumont desde el 4 de octubre de 1963. De su relación con la actriz Dominique Sanda, nació el 20 de abril de 1972 un hijo, Yann. Christian Marquand fue, desde 1949 hasta su muerte en el año 2000, amigo de Marlon Brando, hasta el punto de que Brando dio a uno de sus hijos el nombre de Christian.
Christian Marquand falleció en Ivry-sur-Seine, Francia, en el año 2000. Fue cremado y sus cenizas entregadas a su familia.

## Teatro
- 1948 : Las manos sucias, de Jean-Paul Sartre, escenografía de Pierre Valde, Théâtre Antoine
- 1949 : Le Roi pêcheur, de Julien Gracq, escenografía de Marcel Herrand, Teatro Montparnasse
- 1950 : Nous avons les mains rouges, de Jean Meckert, escenografía de Marcel Cuvelier, Théâtre Verlaine
- 1951 : Anna Karénine, de Raymond Rouleau a partir de León Tolstói, escenografía de Raymond Rouleau, Théâtre de la Renaissance
- 1951 : La Main de César, de André Roussin, escenografía del autor, Théâtre des Célestins y Théâtre de Paris

## Filmografía

### Actor
- 1946 : La bella y la bestia, de Jean Cocteau
- 1947 : Quai des Orfèvres, de Henri-Georges Clouzot
- 1951 : La Demoiselle et son revenant, de Marc Allégret
- 1951 : Les Mains sales, de Fernand Rivers y Simone Berriau
- 1952 : La double méprise, de J. Béranger
- 1953 : Lucrèce Borgia, de Christian-Jaque
- 1954 : Senso, de Luchino Visconti
- 1954 : Attila, il flagello di Dio, de Pietro Francisci
- 1954 : Siluri umani, de Antonio Leonviola y Marc-Antonio Bragadin
- 1955 : Les Hommes en blanc, de Ralph Habib
- 1955 : L'Amant de Lady Chatterley, de Marc Allégret
- 1956 : Impasse des vertus, de Pierre Méré
- 1956 : Y Dios creó a la mujer, de Roger Vadim
- 1957 : Sait-on jamais..., de Roger Vadim
- 1957 : The Gay Cavalier (serie TV), de Lance Comfort y Terence Fisher
- 1958 : Le désir mène les hommes, de Émile Roussel
- 1958 : Une vie, de Alexandre Astruc
- 1959 : L'Île du bout du monde, de Edmond T. Gréville
- 1959 : Llegaron dos hombres, de Eusebio Fernández Ardavín y Arne Mattsson
- 1959 : J'irai cracher sur vos tombes, de Michel Gast
- 1960 : Tendre et Violente Élisabeth, de Henri Decoin
- 1960 : La Récréation, de Fabien Collin y François Moreuil
- 1960 : I Dolci inganni, de Alberto Lattuada
- 1960 : Sergent X, de Bernard Borderie
- 1960 : Altas variedades, de Francisco Rovira Beleta
- 1960 : Schlußakkord, de Wolfgang Liebeneiner
- 1961 : Pleins feux sur l'assassin, de Georges Franju
- 1961 : La Proie pour l'ombre, de Alexandre Astruc
- 1962 : Les Parisiennes, de Michel Boisrond (segmento Antonia)
- 1962 : Le Crime ne paie pas, de Gérard Oury
- 1962 : Un chien dans un jeu de quilles, de Fabien Collin
- 1962 : El día más largo, de Ken Annakin, Andrew Marton y Bernhard Wicki
- 1963 : Les Grands Chemins, de Christian Marquand
- 1963 : Les Saintes Nitouches, de Pierre Montazel
- 1964 : La Bonne Soupe, de Robert Thomas
- 1964 : Dictionary of Sex, de Radley Metzger
- 1964 : Behold a Pale Horse, de Fred Zinnemann
- 1965 : Lord Jim, de Richard Brooks
- 1965 : El vuelo del Fénix, de Robert Aldrich
- 1967 : Die Hölle von Macao, de James Hill y Frank Winterstein
- 1967 : La Route de Corinthe, de Claude Chabrol
- 1972 : Ciao! Manhattan, de John Palmer y David Weisman
- 1972 : Heiß und kalt, de Gustav Ehmck
- 1976 : Victory at Entebbe (TV), de Marvin J. Chomsky
- 1977 : The Other Side of Midnight, de Charles Jarrott
- 1977 : Les Apprentis Sorciers, de Edgardo Cozarinsky
- 1978 : Evening in Byzantium (TV), de Jerry London
- 1979 : Le Maître-nageur, de Jean-Louis Trintignant
- 1979 : Cause toujours... tu m'intéresses !, de Édouard Molinaro
- 1979 : Apocalypse Now, de Francis Ford Coppola
- 1979 : Brigade des mœurs: La secte de Marrakech, de Eddy Matalon
- 1979 : Beggarman, Thief (TV), de Lawrence Doheny
- 1980 : Je vous aime, de Claude Berri
- 1980 : Le Grand Poucet (TV), de Charles-Henri Lambert
- 1981 : Le Beau Monde (TV), de Michel Polac
- 1981 : Le Choix des armes, de Alain Corneau
- 1982 : Chassé-croisé, de Arielle Dombasle
- 1983 : Pablo est mort (TV), de Philippe Lefebvre
- 1984 : Emmanuelle 4, de Francis Leroi y Iris Letans
- 1985 : L'Été prochain, de Nadine Trintignant
- 1985 : Adieu blaireau, de Bob Decout
- 1986 : Le Tiroir secret (serie TV), de Michel Boisrond, Roger Gillioz, Édouard Molinaro y Nadine Trintignant
- 1987 : Qui c'est ce garçon ? (serie TV), de Nadine Trintignant

### Director
- 1963 : Les Grands Chemins
- 1968 : Candy

### Guionista
- 1963 : Les Grands Chemins